# هارتلاند (ويسكونسن)
هارتلاند (بالإنجليزية: Hartland, Wisconsin)‏ هي بلدة تقع في الولايات المتحدة في مقاطعة واكيشا (ويسكونسن). يقدر عدد سكانها بـ 9,110 نسمة ومساحتها 13.39 كم2 وترتفع عن سطح البحر 285 متر.

## التركيبة السكانية
قام مكتب تعداد الولايات المتحدة بتحديد بيانات التركيبة السكانية لهارتلاند في تعداد الولايات المتحدة. في ما يلي، التركيبة السكانية حسب تعدادي 2000 و2010.

### تعداد عام 2000
بلغ عدد سكان هارتلاند 7,905 نسمة بحسب تعداد عام 2000، وبلغ عدد الأسر 3,002 أسرة وعدد العائلات 2,161 عائلة مقيمة في القرية. في حين سجلت الكثافة السكانية 1,753.7 نسمة لكل ميل مربع (677.1/كم2). وبلغ عدد الوحدات السكنية 3,140 وحدة بمتوسط كثافة قدره 696.6 نسمة لكل ميل مربع (269.0/كم2).
وتوزع التركيب العرقي للقرية بنسبة 97.70% من البيض و 0.33% من الأمريكيين الأصليين و 0.48% من الأمريكيين ذوي الأصول الآسيوية و 0.28% من الأمريكيين الأفارقة و 0.78% من عرقين مختلطين أو أكثر.
بلغ عدد الأسر 3,002 أسرة كانت نسبة 41.3% منها لديها أطفال تحت سن الثامنة عشر تعيش معهم، وبلغت نسبة الأزواج القاطنين مع بعضهم البعض 57.4% من أصل المجموع الكلي للأسر، ونسبة 11.0% من الأسر كان لديها معيلات من الإناث دون وجود شريك، وكانت نسبة 28.0% من غير العائلات. تألفت نسبة 22.3% من أصل جميع الأسر من أفراد ونسبة 7.2% كانوا يعيش معهم شخص وحيد يبلغ من العمر 65 عاماً فما فوق. وبلغ متوسط حجم الأسرة المعيشية 3.13، أما متوسط حجم العائلات فبلغ 2.63.
بلغ العمر الوسطي للسكان 34 عاماً. وكانت نسبة 29.7% من القاطنين تحت سن الثامنة عشر، وكانت نسبة 7.8% بين الثامنة عشر والأربعة وعشرون عاماً، ونسبة 33.5% كانت واقعةً في الفئة العمرية ما بين الخامسة والعشرون حتى والأربعة وأربعون عاماً، ونسبة 21.5% كانت ما بين الخامسة والأربعون حتى الرابعة والستون، ونسبة 7.5% كانت ضمن فئة الخامسة والستون عاماً فما فوق. يوجد لكل 100 أنثى 93.7 ذكر، ويوجد لكل 100 أنثى في الثامنة عشر من عمرها فما فوق 92.7 ذكر.
بلغ متوسط دخل الأسرة في القرية 58,359 دولار، أما متوسط دخل العائلة فبلغ 67,844 دولار. وكان متوسط دخل الذكور 48,475 دولار مقابل 30,253 دولار للإناث. وسجل دخل الفرد الخاص بالقرية 26,537 دولار. وكانت نسبة 1.8% من العائلات ونسبة 2.6% من السكان تحت خط الفقر، وكان من هؤلاء نسبة 2.2% تحت سن الثامنة عشر ونسبة 3.9% في الخامسة والستين من العمر وما فوق.

### تعداد عام 2010
بلغ عدد سكان هارتلاند 9,110 نسمة بحسب تعداد عام 2010، وبلغ عدد الأسر 3,566 أسرة وعدد العائلات 2,440 عائلة مقيمة في القرية. في حين سجلت الكثافة السكانية 1,779.3 نسمة لكل ميل مربع (687.0/كم2). وبلغ عدد الوحدات السكنية 3,746 وحدة بمتوسط كثافة قدره 731.6 لكل ميل مربع (282.5/كم2).
وتوزع التركيب العرقي للقرية بنسبة 95.1% من البيض و 0.3% من الأمريكيين الأصليين و 1.7% من الأمريكيين ذوي الأصول الآسيوية و 0.1% من سكان جزر المحيط الهادئ و 0.8% من الأمريكيين الأفارقة و 1.4% من عرقين مختلطين أو أكثر.
بلغ عدد الأسر 3,566 أسرة كانت نسبة 37.3% منها لديها أطفال تحت سن الثامنة عشر تعيش معهم، وبلغت نسبة الأزواج القاطنين مع بعضهم البعض 54.4% من أصل المجموع الكلي للأسر، ونسبة 10.2% من الأسر كان لديها معيلات من الإناث دون وجود شريك، بينما كانت نسبة 3.8% من الأسر لديها معيلون من الذكور دون وجود شريكة وكانت نسبة 31.6% من غير العائلات. تألفت نسبة 26.4% من أصل جميع الأسر من أفراد ونسبة 10.2% كانوا يعيش معهم شخص وحيد يبلغ من العمر 65 عاماً فما فوق. وبلغ متوسط حجم الأسرة المعيشية 3.12، أما متوسط حجم العائلات فبلغ 2.55.
بلغ العمر الوسطي للسكان 37.5 عاماً. وكانت نسبة 28% من القاطنين تحت سن الثامنة عشر، وكانت نسبة 7.3% بين الثامنة عشر والأربعة وعشرون عاماً، ونسبة 26.4% كانت واقعةً في الفئة العمرية ما بين الخامسة والعشرون حتى والأربعة وأربعون عاماً، ونسبة 28.2% كانت ما بين الخامسة والأربعون حتى الرابعة والستون، ونسبة 10% كانت ضمن فئة الخامسة والستون عاماً فما فوق. وتوزع التركيب الجنسي للسكان بنسبة 47.4% ذكور و52.6% إناث.